# Lasnenville
Lasnenville is een plaats in de Waalse deelgemeente Malmedy (gemeente Malmedy) in de Belgische provincie Luik. Vóór de fusies van Belgische gemeenten maakte Lasnenville deel uit van de gemeente Bellevaux-Ligneuville.

## Ligging
Lasnenville ligt in de Ardennen, op de rechteroever en oostelijke helling van de Amblève tegenover het gehucht Planche op de tegenoverliggende helling en tussen de gemeenten Bellevaux, Reculémont en Ligneuville. Het gehucht ligt 7 km ten zuiden van het centrum van Malmedy.

## Beschrijving
Lasnenville is gebouwd op de hellingen van de Amblève. In het kleine dorp staan verschillende oude boerderijen die gebouwd zijn van zandsteen, soms met vakwerk. Tussen de oorspronkelijke woningen zijn een aantal recente woningen gebouwd.

## Erfgoed
Een kleine kapel gemaakt van zandsteen met een open boog-erker staat op een kruispunt. Het heeft een klein klokkentorentje met daarop een haan als windwijzer. Het dak is bedekt met leien.

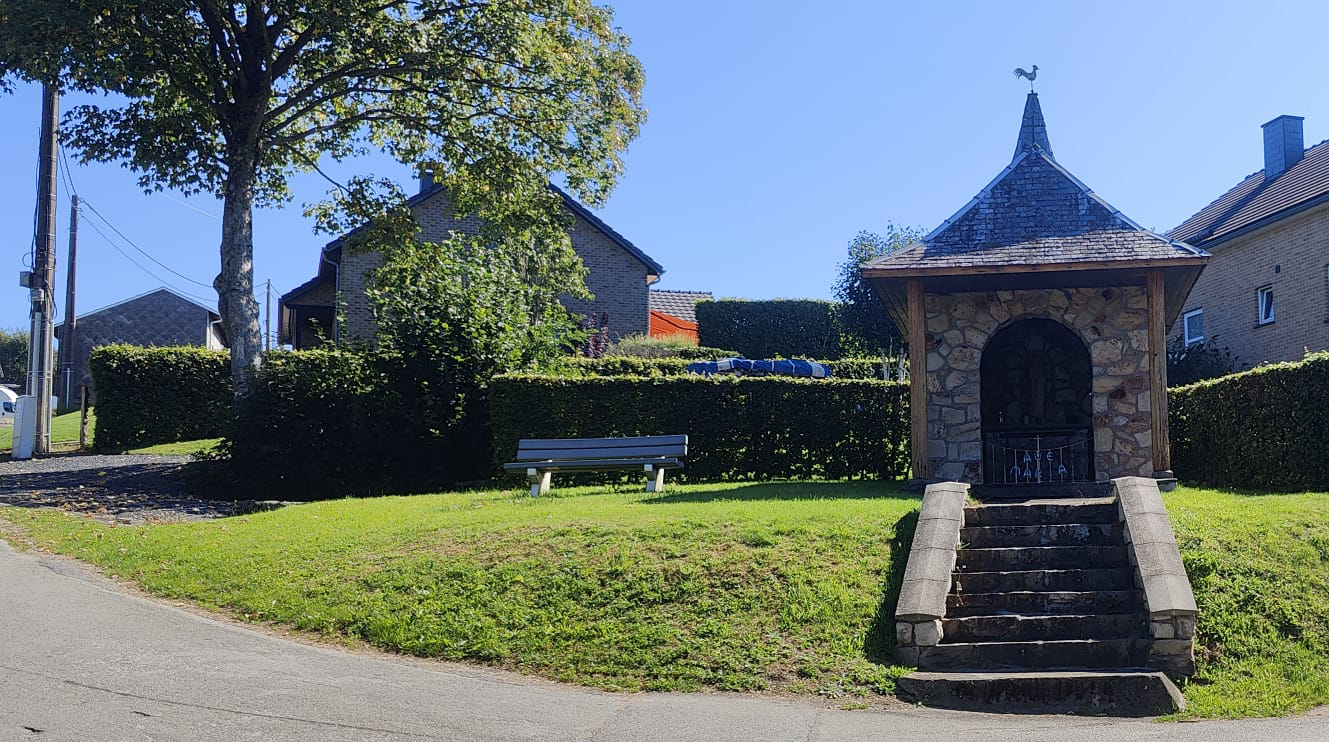
Kapel op het kruispunt in centrum Lasnenville.

## Commerciële activiteiten
Ten zuiden van de stad, op de rechteroever van de Amblève, ligt de steengroeve Lasnenville, waar sinds de jaren 1950 kwartsiet wordt gedolven. De jaarlijkse productie bedraagt ongeveer 60.000 ton.

## Toeristische activiteiten

### Wandelen
In Lasnenville vertrekken/doorkruisen verschilde wandelpaden.  
- Wandeling rond de steengroeve (+/− 6 km, 100 meter hoogte)
- Rondje Lasnenville - Ligneuville (+/− 10 km, 248 meter hoogte)
- Rondje Lasnenville - Recht(+/− 16 km, 363 meter hoogte)
- Rondje Lasnenville - Francheville (+/− 30km, 560 meter hoogte)

### Fietsen
In Lasnenville vertrekken/doorkruisen verschilde fietsroutes die zowel met stads-, elektrische- of koersfiets kunnen gedaan worden.
- Rondje Lasnenville - Malmedy (+/- 41 km - 645 hoogteverschil)
- Rondje Lasnenville - Amel - Bütgenbach - Weismes - Malmedy (+/- 61 km - 839 hoogteverschil)
- Rondje (deels RAVeL) Lasnenville - Bütgenbach - Weismes - Robertville - Malmedy (+/- 52 km - 589 hoogteverschil)
- Rondje (deels RAVeL) Lasnenville - Weismes -Bütgenbach -  Francochamps - Stavelot - Malmedy (+/- 72 km - 906 hoogteverschil)